# بردية إيبرس

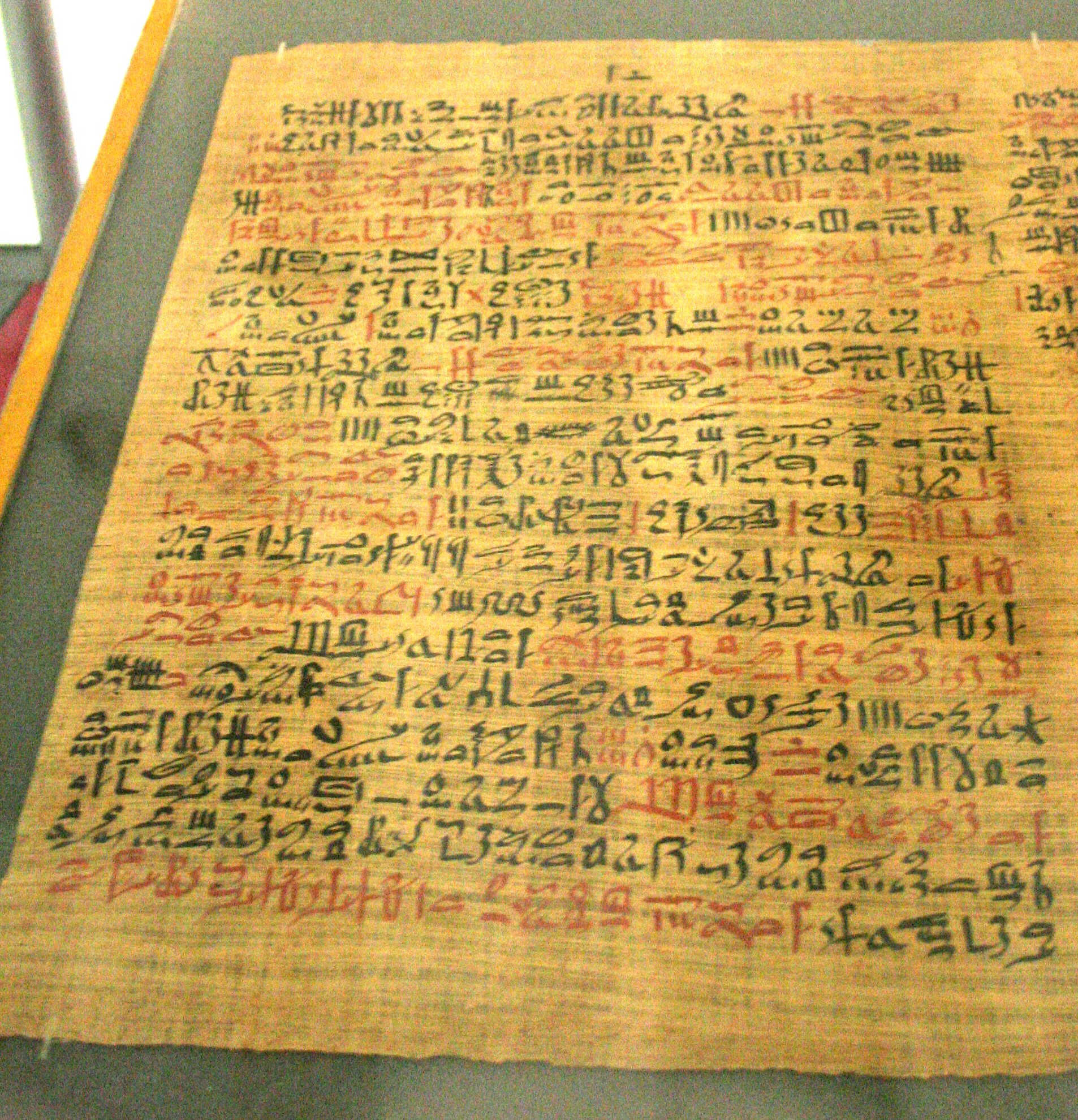
صورة لبردية إبيرس

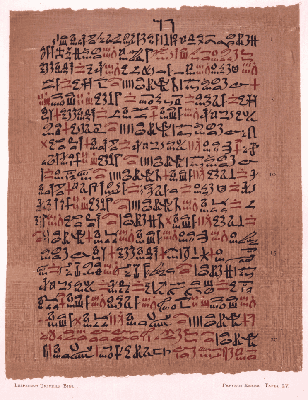
صفحة لبردية إبيرس تقترح علاجا للربو مكون من الأعشاب التي تغلى ثم يتنفس المريض أبخرتها.

بردية إيبرس, هي بردية طبية مصرية قديمة تحتوي على معرفة عشبية وتعود إلى حوالي 1550 قبل الميلاد (نهاية الفترة الانتقالية الثانية أو بداية المملكة الحديثة). تعد واحدة من أقدم وأهم البرديات الطبية في مصر القديمة، وقد اشتراها عالم المصريات الألماني جورج إيبرس في الأقصر في شتاء 1873-1874. وهي محفوظة حاليًا في مكتبة جامعة لايبزيغ في ألمانيا.

## المخطوطة
كُتبت البردية في مصر القديمة حوالي 1550 قبل الميلاد، خلال نهاية الفترة الانتقالية الثانية أو بداية الدولة الحديثة، ولكن يُعتقد أنها نسخت من نصوص مصرية أقدم. بردية إيبرس هي لفافة تحتوي على 110 صفحات، يبلغ طولها حوالي 20 مترًا.
إلى جانب بردية كاهون لأمراض النساء (حوالي 1800 قبل الميلاد)، وبردية إدوين سميث (حوالي 1600 قبل الميلاد)، وبردية هيرست (حوالي 1600 قبل الميلاد)، وبردية بروغش (حوالي 1300 قبل الميلاد)، وبردية لندن الطبية (حوالي 1300 قبل الميلاد)، تعد بردية إيبرس واحدة من أقدم الوثائق الطبية المحفوظة. تشارك بردية بروغش والبردية الطبية في لندن بعض المعلومات نفسها مع بردية إيبرس.
يتطابق وجه من وثيقة أخرى، وهي بردية كارلسبرج الثامنة، مع بردية إيبرس، على الرغم من أن مصدر البردية الأولى غير معروف.

## المعرفة الطبية
كتبت بردية إبرس بالخط الهيراطيقي المصري وتمثل السجل الأكثر شمولاً والأفضل حفظًا للطب المصري القديم المعروف.
تحتوي اللفافة على حوالي 700 وصفة سحرية وعلاج شعبي. تحتوي على العديد من التعاويذ التي تهدف إلى طرد الشياطين المسببة للأمراض وهناك أيضًا دليل على تقليد طويل من التجريبية .
تحتوي البردية على "مقال عن القلب". ويُلاحظ أن القلب هو مركز إمداد الدم، مع أوعية متصلة بكل عضو من أعضاء الجسم.
يبدو أن المصريين القدماء كانوا يعرفون القليل عن الكلى وجعلوا القلب نقطة التقاء لعدد من الأوعية التي تحمل جميع سوائل الجسم - الدم، الدموع، البول والمني.
تفاصيل الاضطرابات النفسية موضحة في فصل من البردية يسمى كتاب القلوب. يتم تناول اضطرابات مثل الاكتئاب الشديد والخرف. توحي أوصاف هذه الاضطرابات بأن المصريين كانوا يفهمون الأمراض النفسية والجسدية بنفس الطريقة.
تحتوي البردية على فصول حول وسائل منع الحمل، تشخيص الحمل والمسائل الأخرى المتعلقة بـ أمراض النساء، أمراض الأمعاء والطفيليات، مشاكل العين والجلد، طب الأسنان، علاج الخراجات والأورام جراحيًا، ضبط العظام، والحروق.
كانت "نظرية القنوات" شائعة في وقت كتابة بردية إبرس؛ واقترحت أن التدفق غير المعاق للسوائل الجسدية هو شرط أساسي للصحة الجيدة.
يمكن اعتبار بردية إبرس مقدمة للباثولوجيا الهرمونية اليونانية القديمة والنظرية اللاحقة لـ الخلطية، مما يوفر اتصالًا تاريخيًا بين مصر القديمة، واليونان القديمة، والطب في العصور الوسطى.

## أمثلة على العلاجات الطبية
تشمل أمثلة العلاجات في بردية إبرس:
- وسائل منع الحمل: "لمنع الحمل، يتم دهن عجينة من التمر، والأكاسيا، والعسل على الصوف ويتم وضعها كتحاميل".[8]
- داء السكري: "اشرب مزيجًا يحتوي على البلسان الأسود، ألياف نبات أسيت، حليب، بقايا جعة، زهور الخيار، والتمر الأخضر". من غير المعروف ما هو نبات الـ"أسيت".[9]
- داء التنينات: "لف نهاية الدودة الناشئة حول عصا واسحبها ببطء". بعد 3500 سنة، لا يزال هذا العلاج هو العلاج القياسي.[10]
- التهاب العين: اخلط المكونات التالية في عجينة لتطبيقها على المريض. "المر، البصل، الزنجار، وحب العزيز من الشمال، مع روث الظبي، والزيت الصافي، وأحشاء حيوان قديت. يمكن دهن هذا المزيج باستخدام ريشة النسر".[11]
- لتقليل الدم في العين: اصنع مزيجين، أحدهما من مسحوق فاكهة نخلة الدوم وحليب امرأة أنجبت ولداً. الآخر من حليب البقر. في الصباح، اغسل العينين بالمزيج الأول ثم اغسل العينين بحليب البقر أربع مرات لمدة ستة أيام.
- اللويحات الصفراء: استخدم مزيجًا من الزنجفر الأحمر، ودهن الإوزة، والزنجبيل لتغطية العين.[12]
- الظفرة: ضع مزيجًا من الزنجفر الأحمر، ومسحوق خشب من الشام، وحديد من قفط، والكالامين، وبيض النعام، والنطرون من صعيد مصر، والكبريت، والعسل على العينين.[13]
- الشعر النامي داخل العين: اخلط المر، ودم السحلية، ودم الخفاش، ثم انتزع الشعر وادهن المزيج على المنطقة المصابة للشفاء. ثم استخدم مزيجًا من البخور المطحون في روث السحلية، ودم البقر، ودم الحمار، ودم الخنزير، ودم الكلب، ودم الأيل، والكحالة، والبخور لمنع الشعر من النمو مرة أخرى داخل العين بعد اقتلاعه.[14]
- العمى: استخدم عينين من الخنزير بعد إزالة الماء منهما، والكحالة الحقيقية، والزنجفر الأحمر، والعسل البري لإنشاء مسحوق وحقنه في الأذن. أثناء الخلط يجب تكرار "لقد جلبت هذا الشيء ووضعته في مكانه. التمساح ضعيف وعديم القوة. (مرتين)".[15]
- الإمساك: امضغ قطعًا من التوت مع الجعة وسيخفف الإمساك.[16]
- الصداع النصفي: يُربط تمثال من الطين لتمساح محشو بالأعشاب على رأس المريض بشريط من الكتان.[17] ويكون الشريط الكتاني منقوشًا بأسماء الآلهة المصرية.[17] كان يُعتقد أن هذا العلاج يخلص المريض من الأشباح والشياطين المسببة للألم.[18] من المحتمل أن هذا العلاج يقلل الألم عن طريق الضغط البارد على الرأس.[19]
- الصداع: اخلط الجزء الداخلي من البصل، وفاكهة شجرة أَم، والنطرون، وبذور ستسفت، وعظام سمك السيف المطبوخة، والسمك الأحمر المطبوخ، وجمجمة سرطان البحر المطبوخ، والعسل، ومرهم أبرا. ضع الخليط على الرأس لمدة أربعة أيام.[20]
- منع التقرحات الناتجة عن الحروق: استخدم ضفدعًا وسخنه في زيت وافرك المكان المصاب، أو سخن رأس الأنقليس الكهربائي في الزيت وضعه على موقع الحرق.[21]
- داء السكري: استخدم كعكًا، والقمح، والذرة، والذرة المطحونة.[22]
- تضييق حدقة العين: استخدم شرائح صغيرة من خشب الأبنوس والنطرون.[22]
- عتامة القرنية: ضع مسحوق الجرانيت في قطعة قماش وضعها على العين المصابة.[22]
- البلهارسيا/الدودة الخطافية: سخن خشب شجرة الصنوبر في الزيت وأعطه للمريض.[23]
- لتقوية النظام العصبي: استخدم عجينة من لحم بقرة سمينة وضعها على الجزء الذي يحتاج إلى التقوية.[24]
- التهاب الأنف: "ابصقها، أيها الوحل، ابن الوحل: امسك العظام، المس الجمجمة، ادهن بالشحم، أعط المريض، سبع فتحات في الرأس، اعبد الإله رع، اشكر الإله تحوت. ثم جلبت دوائك لك، شرابك لك، لطردها، لشفائها: حليب امرأة أنجبت ولداً وخبز معطر. ترتفع القذارة من الأرض! القذارة! (أربع مرات). ليتم نطقها على حليب امرأة أنجبت ولداً وخبز معطر. يوضع في الأنف".[25]

أحد العلاجات الأكثر شيوعًا الموصوفة في البردية هو الطين الطبي. يتم وصفه لعلاج شكاوى معوية وعينية. كما يتم وصف الطين الأصفر كعلاج لمشاكل الجهاز البولي.

## مبيدات الحشرات والحيوانات
كان استخدام مبيدات الحشرات والحيوانات المشتقة من النباتات وغيرها من الكائنات الطبيعية معروفًا منذ زمن بردية إيبرس. توجد عدة أمثلة لمثل هذه المبيدات في النص.
- لمنع البراغيث والقمل، كان المصريون يخلطون دقيق التمر مع الماء في أوعية ويطبخون الخليط حتى يصبح دافئًا. كانوا يشربونه ثم يبصقونه.[28]
- لحماية حبوبهم من القوارض والآفات، كانوا ينشرون روث الغزال وبول الفئران حول النار في المخزن.[28]

## التقويم
في زمن أمنحتب الأول تم كتابة جدول تقويمي على الجانب الخلفي من البردية. منذ عام 1906 لدينا نسخة بواسطة كورت سيته. يعتبر البعض هذا الجدول "أداة الزمن الأكثر قيمة من مصر التي من المحتمل أن نحوزها على الإطلاق".

## التاريخ الحديث للبردية
مثل بردية إدوين سميث، وقعت بردية إيبرس في حوزة إدوين سميث في عام 1862.
مصدر البردية غير معروف، ولكن يُقال إنها وجدت بين أرجل مومياء في منطقة العساسيف في جبانة طيبة.
بقيت البردية في مجموعة إدوين سميث حتى عام 1869 على الأقل، عندما ظهرت - في كتالوج تاجر آثار - إعلان عن "بردية طبية كبيرة في حوزة إدوين سميث، وهو فلاح أمريكي من الأقصر."
تم شراء البردية في عام 1872 بواسطة العالم المصري والروائي الألماني، جورج إيبرس، والذي سميت البردية باسمه.

## الترجمات
في عام 1875، نشر إيبرس نسخة طبق الأصل تحتوي على مفردات ومقدمة إنكليزية لاتينية. لم يُترجم الكتاب حتى عام 1890 بواسطة هـ. يواكيم. تقاعد إيبرس من كرسيه لعلم المصريات في لايبزيغ على معاش تقاعدي وظلت البردية في مكتبة جامعة لايبزيغ. نشر بول غاليونغوي ترجمة إنجليزية للبردي. تم نشر البردية وترجمتها بواسطة باحثين مختلفين.

## برديات أخرى
بالإضافة لبردية إبيرس توجد برديات قديمة مماثلة أخرى مثل:
- بردية كاهون (1800 قبل الميلاد)
- بردية إدوين سميث (1600 قبل الميلاد)
- بردية هيرست (1600 قبل الميلاد)
- برديات بروغش (1300 قبل الميلاد)
- بردية لندن الطبية (1300 قبل الميلاد)